# زنان قرمز
زنان قرمز ویکی‌پروژه‌ای است که به تبعیض جنسیتی در محتوای ویکی‌پدیا می‌پردازد. از آنجایی که تقریباً به ازای هر یک مقاله مرتبط به زنان، پنج مقاله مرتبط به مردان وجود دارد، این پروژه بر ایجاد محتوای مربوط به زندگی‌نامه زنان، آثار زنان و مسائل زنان متمرکز است.
نام این پروژه به دلیل پیوندهای ناموجود در مقاله‌های موجود ویکی‌پدیا است که با رنگ قرمز نشان داده می‌شوند تا نشان دهند مقاله پیوندی هنوز ایجاد نشده‌است.

## تاریخچه
ایده زنان قرمز توسط راجر بامکین، ویرایشگر داوطلب ویکی‌پدیا، در سال ۲۰۱۵ پیشنهاد شد و کمی بعدتر، رزی استفنسون یکی از ویرایشگران داوطلب ویکی‌پدیا به آن پیوست. بامکین در ابتدا نامی را برای این پروژه ابداع کرده بود، «ویکی‌پروژه XX»، اما این نام به سرعت به ویکی‌پروژه:زنان قرمز تغییر کرد.
پس از پایان و اجرای پروژه، ویرایشگر داوطلب امیلی تمپل-وود ثبت‌نام کرد. تخصص وی افزودن مقاله جدید در ویکی‌پدیا در مورد یک دانشمند زن است که هر بار کسی وی را در مورد اقدامات ویرایش داوطلبانه آزار می‌دهد.
در ویکی‌مانیا ۲۰۱۶، در اسینو لاریوی ایتالیا، جیمی ویلز، که بنیان‌گذار ویکی‌پدیا در سال ۲۰۰۱ بود، به دلیل تلاش برای پر کردن شکاف جنسیتی، استفنسون و تمپل وود را برای تلاش‌هایی که در یک‌سال گذشته کردند، به عنوان ویکی‌مدین سال انتخاب کرد.

## روش‌ها

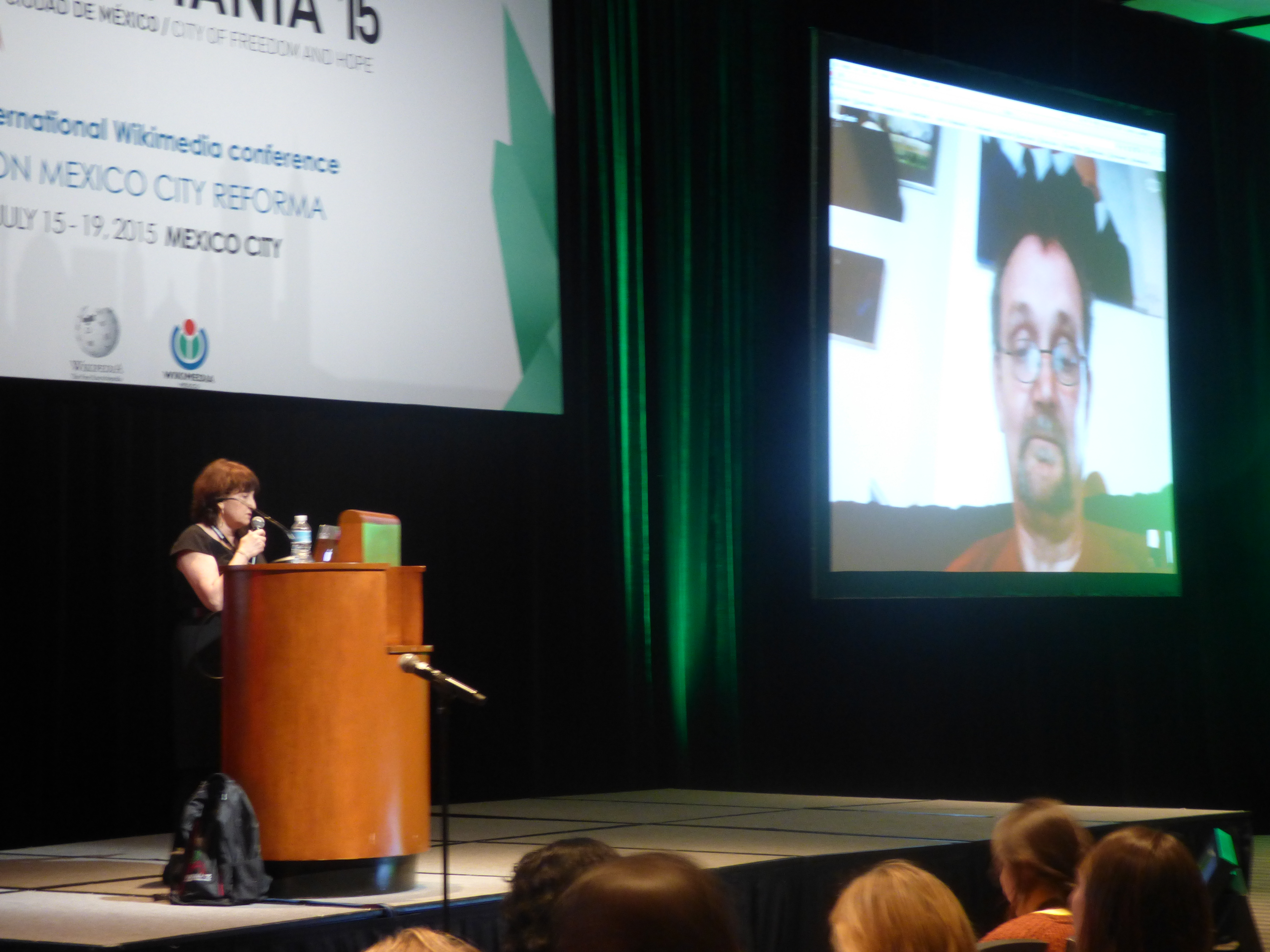
رزی و راجر (از طریق اسکایپ) از تشکیل جنبش زنان قرمزپوش در جریان ویکیمانیا ۲۰۱۵ در مکزیکو سیتی خبر دادند.

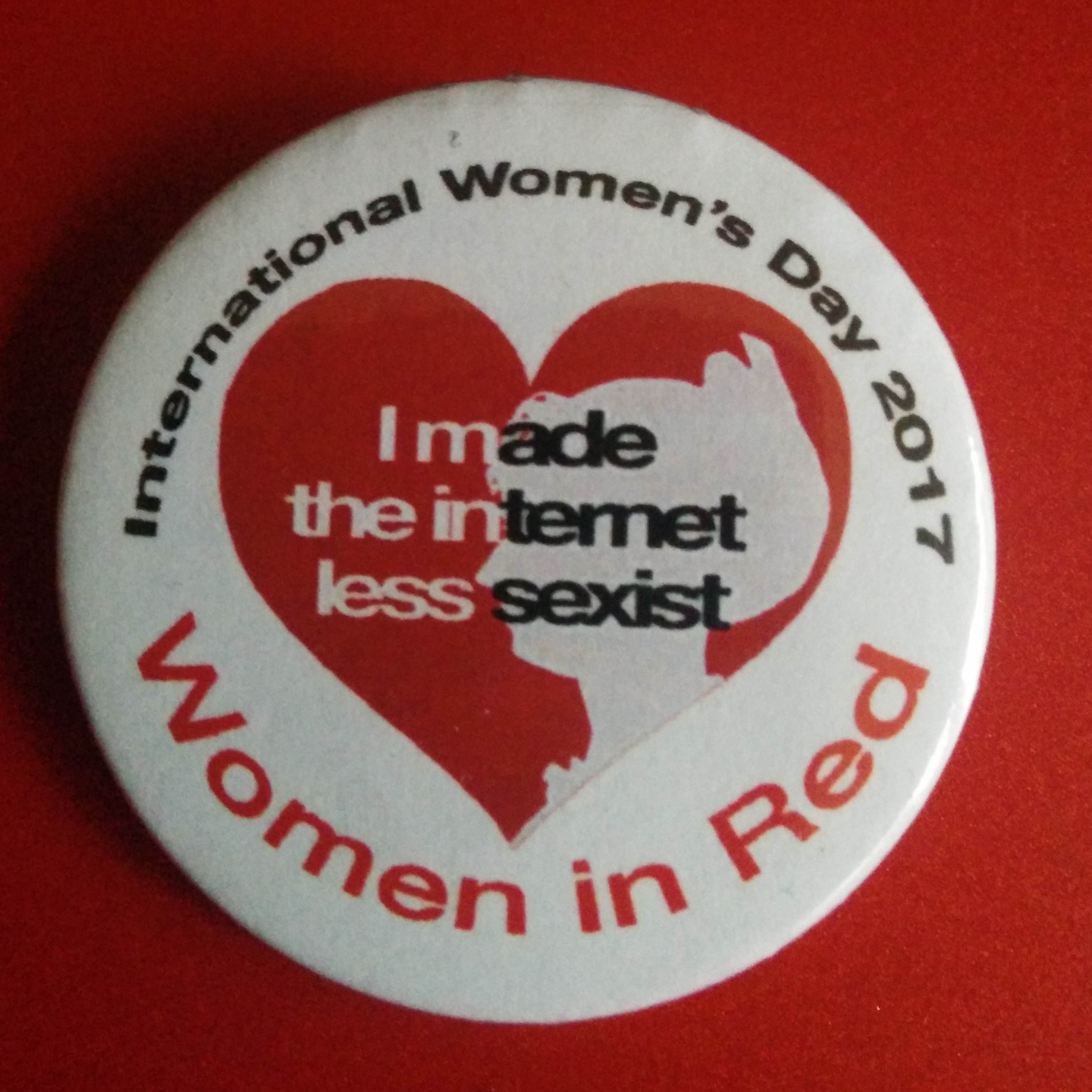
پیکسلی برای جشن روز جهانی زن ۲۰۱۷

ویکی‌پروژه زنان قرمز جنبه بین‌المللی پیدا کرده و ویرایشگران می‌توانند در آن شرکت کنند. سعی بر این است که شکاف جنسیتی ایجاد شده روز به روز باریک‌تر شود و ویکی‌پدیا محتوای بیشتری در مورد زنانی که معیارهای سرشناسی را احراز می‌کنند، داشته باشد. هدف دیگر افزایش تعداد ویراستاران زن است. اگرچه ویکی‌پدیا دانشنامه رایگانی است که هر کسی می‌تواند در آن ویرایش کند، اما در سال ۲۰۱۵ فقط ۱۰ درصد از ویراستاران زن بودند.
تا تاریخ ۲۲ دسامبر ۲۰۱۶، داوطلبان پروژه زنان قرمز در ویکی‌پدیای انگلیسی، ۴۵٫۰۰۰ مقاله مرتبط با زنان را آبی کردند و درصد این مقاله‌ها را از ۱۵ به ۱۶٫۸ درصد ارتقا دادند.